# 民主太平洋連盟
民主太平洋連盟（みんしゅたいへいようれんめい、英:Democratic Pacific Union）は、環太平洋地域の諸国の政治家や学者によって組織される非政府組織。2005年8月14日に設立。太平洋地区の民主と平和及び繁栄促進を趣旨とする。
台湾の政治家、呂秀蓮が設立を提唱した。

## 組織の目標
- 人権擁護・民主及び法治
- 平和的方法で地域紛争を解決し、人々の安全を確保する
- 海洋文明を提唱し、太平洋地区の永続的発展を促進する
- 会員国間の工業・貿易及び科学技術協力を促進する

## 会員国
アジア地区
- ロシア連邦
- 日本
- 大韓民国
- 中華民国（台湾）
- フィリピン共和国
- マレーシア
- インドネシア共和国
- 東ティモール民主共和国

アメリカ地区
- カナダ
- アメリカ合衆国
- メキシコ共和国
- グアテマラ共和国
- ホンジュラス共和国
- エル・サルバドル
- ニカラグア共和国
- コスタリカ共和国
- パナマ共和国
- ペルー共和国
- チリ共和国

南太平洋地区
- マーシャル諸島共和国
- パラオ共和国
- キリバス共和国
- ソロモン諸島
- ツバル
- オーストラリア連邦
- ニュージーランド